# 山阳县
山阳县是中国陕西省商洛市所辖的一个县。区域总面积为3515平方公里，人口約36万人。

## 歷史沿革
西晉泰始三年（267年）分商縣置，因縣境有豐陽川而得名。屬上洛郡轄。太康（280-289）以前已廢縣。（《太平寰宇記》卷141〈山南西道〉商州條）北魏太安二年（456年）復設豐陽縣，屬上庸郡。
隋朝時屬商州。唐朝二度改屬京兆府。
北宋時屬永興軍路，咸平元年（998年）改名山陽縣，因縣城地處商山之南而得名  。
金朝時廢縣為鎮。元朝時復設豐陽縣。
明初，仍置豐陽縣，不久，降縣為巡檢司，屬商州。成化12年（1476），復置縣，改名山陽縣，歸西安府商州屬。
清，為山陽縣，初屬西安府，康熙二十二年（1683），改屬商州。雍正三年（1725），商州升為商州直隸州，屬潼商道。
民國仍為山陽縣，初屬漢中道。22年（1933），廢道，直屬陝西省。24年（1935），隸屬省第四行政督察專員公署。民國36年（1947），成立山陽縣民主政府，與上關縣（取鄖西上津、山陽漫川關各一字）並存，屬陝南行署。
1949年6月，全縣解放，屬中原人民政府。10月，仍為山陽縣，屬陝西省商洛專區。
1969年，改為商洛地區。
1987年全县设城关、漫川、中村、小河口（南沟口）4镇及9区，区辖60乡。共93118户，390220人。
2001年，撤銷商洛地區，設立地級商洛市，山陽縣屬之。

## 2015年山阳县8·12山体滑坡事故
2015年8月12日山阳县发生山体滑坡事故，造成65人死亡。由于该事故发生在天津港爆炸事故同一天，因此山阳山体滑坡未被媒体广泛关注。
8月12日零时30分左右，陕西省山阳县中村镇烟家沟村突发山体滑坡，土石量150多万方，陕西五洲矿业股份有限公司山阳分公司生活区15间职工宿舍、3间民房被埋，14人获救，包括7名未成年人在内65人失踪（此前山阳县政府公布失踪人数40余人）。消防、武警等700多人参与救援。事发时工人们正在睡觉。由于滑坡发生短短几分钟，很多人来不及逃跑，往山上逃跑者存活，但往山下逃跑者被土石掩埋。

## 行政区划
山阳县下辖2个街道办事处、16个镇：
城关街道、十里铺街道、高坝店镇、天竺山镇、中村镇、银花镇、西照川镇、漫川关镇、南宽坪镇、户家塬镇、杨地镇、小河口镇、色河铺镇、板岩镇、延坪镇、两岭镇、王阎镇和法官镇。

## 人口
2020年11月1日零时为时点，山阳县第七次全国人口普查的主要结果公布如下：全县常住人口为359967人，与2010年第六次全国人口普查的422255人相比，减少62288人，减少14.75%，年平均减少1.58%。

## 交通
- 345国道过境。